# لوريس قزق
لوريس قزق (ولدت 21 أكتوبر 1985 م)، ممثلة سورية.

## سيرتها
خريجة المعهد العالي للفنون المسرحية (2011) فور تخرجها من المعهد كان لـ لوريس نصيب وافر من المشاركات في الموسم الدرامي التالي (2012) هي ابنة الفنان محمد قزق وعمها الفنان فايز قزق. وشقيقها التوأم الممثل وسيم قزق. وتالياً فإن وجودها ضمن هذه العائلة الفنية، ربما يكون أحد الأسباب التي جعلتها تسلك هذا الطريق متأثرة بالجو الذي ولدت فيه، إلا أن الرغبة والموهبة الحقيقية عند الفنانة الشابة لوريس لا تعتمدان على سمعة عائلتها الفنية فقط بل إن طموحها جعلها تتفوق في دراستها في المعهد العالي للفنون المسرحية ومن ثم سلكت هذا الطريق بكل ثقة إلى الشاشة لتحجز لها مكاناً بين الفنانين الشباب وببصمتها الخاصة، وإذا ما تحدثنا عن أساسات مشوارها الفني وعدنا به إلى البدايات فهي عندما كانت في الخامسة من عمرها كان والدها الفنان محمد قزق وهو مهندس ديكور مسرحي، يأخذها هي وأخوها وسيم لحضور جميع العروض المسرحية، وكان يحفزها لقراءة الكتب والروايات والمسرحيات العالمية كما كانت متابعة جيدة للعروض المسرحية والسينمائية وقد ترسخ هذا النشاط المبكر في داخلها فصارت عاشقة لهذين الفنين، وتالياً أصبح حلمها فيما بعد أن ترى نفسها في الاستوديو (رقم واحد) في المعهد العالي للفنون المسرحية الذي يحتضن طلاب السنة الأولى (قسم التمثيل) وجاءها اليوم الذي قبلت فيه في المعهد عام 2007 وشاركت في جميع النشاطات والمهرجانات التابعة للمعهد من عروض مسرحية ومهرجانات سينمائية.

### حياتها الأسرية
كانت متزوجة من الممثل كرم الشعراني حتى طلاقهم في يوليو 2017.

## أعمالها

### المسلسلات
- سوق الحرير.
- وحدن.
- الندم.
- دامسكو.
- باب الحارة 7.
- باب الحارة 6.
- دنيا 2.
- الحقائب.
- حمام شامي.
- زمن البرغوت 2.

### المسرحيات
- فابريكا.

### في السينما
- ليلى والذئاب.

## روابط خارجية
- لوريس قزق على موقع IMDb (الإنجليزية)
- لوريس قزق على موقع قاعدة بيانات الأفلام العربية